# Горња Лоара
Горња Лоара (фр. Haute-Loire) департман је у централној Француској. Припада региону Оверња, а главни град департмана (префектура) је Ле Пиј ан Веле. Департман Горња Лоара је означен редним бројем 43. Његова површина износи 4.977 км². По подацима из 2010. године у департману Горња Лоара је живело 224.006 становника, а густина насељености је износила 45 становника по км².
Овај департман је административно подељен на:
- 3 округа
- 35 кантона и
- 260 општина.

## Демографија
| 1999.   | 2011.   |
| ------- | ------- |
| 209.113 | 224.907 |